# Gairo, Sardinien
Gairo är en ort och kommun i provinsen Nuoro i regionen Sardinien i sydvästra Italien. Kommunen hade 1 412 invånare (2017).